# Canterano
Canterano è un comune italiano di 355 abitanti della città metropolitana di Roma Capitale nel Lazio.

## Geografia fisica

### Territorio
Il paese sorge nell'Alta Valle dell'Aniene, al confine con Subiaco e i Monti Simbruini, su una costa di monti Ruffi, ricoperti da ulivi e dalla macchia mediterranea.

### Clima
- Classificazione climatica: zona E, 2328 GR/G

## Origini del nome
Altre ipotesi riguardano l'origine del nome Canterano: alcuni suppongono che deriverebbe da un certo barone, "Giovanni di Camorrano", il quale, avendo perso una scaramuccia contro Gerano, ne fece dono al vescovo di Tivoli. Tale tesi è stata presa in considerazione da più autori, tra i quali Livio Mariani. Secondo altri, invece, il nome deriverebbe dalla gens di origine ebraica Cantoria, dal latino Cantorianum, vale a dire, che tale fondo, era affidato ai Cantori di chiesa.

## Storia
Le origini dell'abitato porta a tempi leggendari, sui quali il Lanciotti, nel libro intitolato I padri della civiltà occidentale (Subiaco, 1911), racconta che il nome del paese verrebbe da "kan" capostipite della razza pelasgica e da "terapne" che sta ad indicare abitazione. Quindi "dimora di Kan". Un'origine pelasgica gli fu data per la prima volta proprio dal Lanciotti nel 1911 e trova conforto nella presenza a Canterano presso la Via Empolitana II, in prossimità dell'attuale cimitero, di resti di antiche mura poligonali, abbattute in parte nel 1880 per la costruzione della strada che le costeggia.
Questo sistema venne utilizzato da più popolazioni, nell'arco dei secoli, o per edificare un tempio o in chiave difensiva. La popolazione dei Pelasgi, nomadi provenienti dalla Mesopotamia che, passando dalla Siria, si stabilirono sulle coste laziali fino alle alture della Valle dell'Aniene, sono famose per averne perfezionato la tecnica a scopo di difesa e per i propri insediamenti abitativi. Sembra non essere un caso, del resto, che Canterano abbia nel proprio stemma una nave a vele spiegate, richiamando, secondo un'ipotesi suggestiva, l'imbarcazione che in tempi remoti condusse i Pelasgi sino in Italia. In effetti, stando ad una siffatta ipotesi, Canterano sarebbe stato uno dei primi insediamenti dei Pelasgi, i quali si stabilirono sulle alture della valle dell'Aniene per respingere l'attacco delle popolazioni Sicule, tra le prime ad insediarsi su questo territorio. Alcuni vocaboli nel dialetto del luogo non a caso hanno origine sicule ad es. Sacciu.
Ritornando ai Pelasgi, questi furono sopraffatti dagli Equi, sotto la cui giurisdizione, quindi, passò anche Canterano. Gli Equi, una popolazione italica che abitava tra il lago del Fucino e l'alta Valle dell'Aniene, erano così descritti da Silio Italico: «Vivevano di pastorizia, di agricoltura e di caccia, gente rozza, forte, fiera, tremenda ai nemici, sempre armati anche quando coltivavano i campi». Furono vinti ma non distrutti dai Romani nel 458 a.C. sotto Cincinnato, successivamente nel 389 a.C. da Camillo, ed infine furono sottomessi da Publio Sempronio Sofo nel 304 a.C.
Tito Livio (Lib. 9 c. 33) descrive la storia del quinto secolo di Roma narrando che in quel tempo furono incendiati 41 castelli degli Equi, e fu quasi del tutto cancellato il nome di quella gente, nemica dei romani, e le loro terre passate in dominio dei vincitori.
Va menzionato il fatto che a Canterano si sono ritrovate, nel 1884, all'interno di un ripostiglio naturale in località "La Sportelletta", sette asce di bronzo conservate nel museo delle Terme di Roma (piazza delle Repubblica). La presenza dell'uomo a Canterano è testimoniata anche da un altro ritrovamento: due asce del periodo Neolitico (5000 a.C.) una rinvenuta in località "Capo la Valle" di cloromenanite verde scura, l'altra scoperta in contrada "Cotoccia" ritenuta di gabbro o di roccia analoga essa presenta un fondo verde, non molto scuro sul quale spiccano macchie giallo chiare e macchie scure. Le foto del ritrovamento furono pubblicate nel 1897 da Gioacchino De Angelis d'Ossat, al quale è dedicata una via del paese.
Le due asce sono conservate al museo "Luigi Pigorini" in Roma.

### Simboli
Lo stemma, riconosciuto con D.C.G. del 19 dicembre 1941, raffigura una nave fenicia sul mare, a testimoniare le antiche origini del comune. Il gonfalone è un drappo partito di rosso e di azzurro.

## Monumenti e luoghi d'interesse

### Architetture religiose
- Chiesa di Santa Maria e San Mauro
- Chiesa di San Rocco
- Chiesa di Sant'Antonio
- Santuario della Madonna degli Angeli (sito in località "Maonna")

### Architetture militari
- Mura poligonali in località Croce

### Aree naturali
Grotte in località Bucia Cucera
Non lontano dalle mura poligonali presenti in Canterano è possibile addentrarsi in grotte sotterranee assai profonde, probabilmente utilizzate per riparo nell'arco dei millenni. Il tragitto da percorrere è boschivo, ma viene indicato da una serie di muretti a secco, in pietra, i quali hanno struttura similare alle mura poligonali e presentano un semicerchio frontale costituito anch'esso da pietre. Questi antichi muri sono stati visionati dalla soprintendenza ai beni culturali e dichiarati come un antico luogo di sepoltura.
In tempi assai remoti qui scorreva un corso d'acqua, ed ancor oggi si riesce a distinguerne il letto dell'antico fiume, del quale alcune sorgenti sono ancora presenti e danno luogo a piccole cascate e rapide. La contrada viene chiamata dalla gente del luogo "Acqua Via". Gli abitanti di Canterano hanno utilizzato queste grotte durante il periodo della seconda guerra mondiale per trovarne riparo durante i bombardamenti, la località ricordata con il nome di "Bucia Cucera". Ritrovamenti simili sono stati effettuati anche nei paesi limitrofi, come Rocca Canterano, Rocca di mezzo, Ciciliano, Cervara, Roiate, Bellegra etc., ad ulteriore testimonianza della presenza dell'uomo fin da epoche antiche.

## Società

### Evoluzione demografica
Abitanti censiti

### Etnie e minoranze straniere
Secondo i dati ISTAT al 31 dicembre 2010 la popolazione straniera residente era di 39 persone. Le nazionalità maggiormente rappresentate in base alla loro percentuale sul totale della popolazione residente erano:
- Romania 19 5,15%
- Ucraina 5 1,36%
- Polonia 4 1,08%

## Amministrazione

### Sindaci
| Periodo        | Periodo        | Primo cittadino     | Partito                            | Carica  | Note |
| -------------- | -------------- | ------------------- | ---------------------------------- | ------- | ---- |
| 6 giugno 1993  | 27 aprile 1997 | Enrico Lollobrigida | DC                                 | Sindaco |      |
| 27 aprile 1997 | 28 maggio 2006 | Pietro Segatori     | lista civica                       | Sindaco |      |
| 29 maggio 2006 | 15 maggio 2011 | Piero Proietti      | lista civica                       | Sindaco |      |
| 16 maggio 2011 | 5 giugno 2016  | Pierluca Dionisi    | lista civica Per Unire             | Sindaco |      |
| 5 giugno 2016  | 3 ottobre 2021 | Mariano Teodori     | lista civica Insieme per Canterano | Sindaco |      |
| 4 ottobre 2021 | 23 Giugno 2023 | Aldo Todini         | lista civica Canteranesi           | Sindaco |      |

### Altre informazioni amministrative
- Fa parte della Comunità montana dell'Aniene.
- L'unica frazione, Madonna della Pace, è inclusa in parte nel territorio comunale di Canterano e parzialmente in quelli di Agosta, Cervara di Roma, Rocca Canterano e Subiaco.